# Gortyna cinarea
Gortyna cinarea là một loài bướm đêm trong họ Noctuidae.